# Jinyinhe Shuiku
Jinyinhe Shuiku (kinesiska: 金银河水库) är en reservoar i Kina. Den ligger i provinsen Guangdong, i den södra delen av landet, omkring 180 kilometer väster om provinshuvudstaden Guangzhou. Jinyinhe Shuiku ligger 99 meter över havet. Arean är 0,78 kvadratkilometer. I omgivningarna runt Jinyinhe Shuiku växer huvudsakligen savannskog. Den sträcker sig 1,6 kilometer i nord-sydlig riktning, och 1,6 kilometer i öst-västlig riktning.
Genomsnittlig årsnederbörd är 2 200 millimeter. Den regnigaste månaden är april, med i genomsnitt 347 mm nederbörd, och den torraste är januari, med 30 mm nederbörd.